# North Salt Lake
North Salt Lake é uma cidade localizada no estado norte-americano de Utah, no Condado de Davis.

## Demografia
Segundo o censo norte-americano de 2000, a sua população era de 8749 habitantes.
Em 2006, foi estimada uma população de 11.598, um aumento de 2849 (32.6%).

## Geografia
De acordo com o United States Census Bureau tem uma área de
21,4 km², dos quais 21,4 km² cobertos por terra e 0,0 km² cobertos por água.

## Localidades na vizinhança
O diagrama seguinte representa as localidades num raio de 12 km ao redor de North Salt Lake.